# Hugo Martínez Pateti
Hugo Martínez Pateti (Guatire, 25 de noviembre de 1967) es un ingeniero en sistemas, abogado y político venezolano. Desde 2021 se desempeña como Secretario general de gobierno del estado Miranda.

## Biografía
Hijo mayor de Carmen Pateti y Hugo Martínez. Hizo sus primeros estudios en la Escuela Básica “Elías Calixto Pompa” y luego en los liceos “Vicente Emilio Sojo” y “Juan José Abreu”, todos en Guatire. Desde pequeño se sintió atraído por la práctica del ajedrez, destacando en campeonatos locales, estadales. y nacionales. Es maestro nacional de esta disciplina.
Se graduó de ingeniero en sistemas en 1997 en la Universidad Nacional Experimental Politécnica lo que le permitió crear una empresa en esta área a través de la cual apoyó a organizaciones culturales, deportivas y ecológicas de su ciudad natal.
En 2005 formó parte de la agrupación política de izquierda CONNOST (Con nosotros) y con ella ganó un curul en el Concejo Municipal del Municipio Zamora. Luego asumió tareas directivas locales en el Partido Socialista Unido de Venezuela (PSUV).
Sus actividades políticas las compaginó con sus estudios de Derecho en la Universidad Santa María en la cual se graduó en el año 2012. En 2015 fue designado Presidente del Instituto Nacional de Turismo (INATUR) cargo que desempeñó hasta octubre de 2017. Pocas semanas después fue designado por la directiva nacional del PSUV como candidato a Alcalde de su municipio natal en las elecciones que se celebraron el 10 de diciembre de ese año, las cuales ganó por amplia mayoría. Está casado con la también abogada María Teresa Morón y es padre de tres hijos.
Ganador por amplia ventaja de las elecciones internas del PSUV realizadas en septiembre de 2021, para escoger los candidatos a Alcaldías y Gobernadores para las elecciones del 21 de noviembre de ese año. Elecciones que perdió ante el influencer Raziel Rodríguez del partido Fuerza Vecinal, siendo este el primer alcalde no chavista en 22 años en el Municipio Zamora del estado Miranda.
En 2025 con motivo de las elecciones municipales de ese año el PSUV lo designa como candidato a la alcaldía del Municipio Guatire.
- Datos: Q47067587